# خليج هدسون

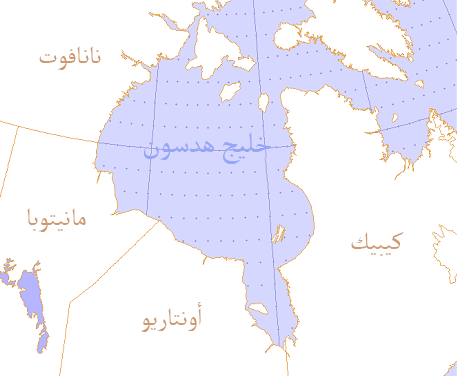
خليج هدسون.

خليج هدسون (Hudson Bay) خليج ضحل نسبيّاً من المياه في شمال شرق كندا. يصب فيه مياه من أجزاء منطقة أونتاريو وكيبيك، وساسكاتشوان وألبرتا ومانيتوبا معظم أجزاء من ولاية مينيسوتا وداكوتا الشمالية، وجنوب شرق منطقة نونافوت. خليج جيمس فرع أصغر لخليج هدسون، ويقع إلى الجنوب.

## المناخ
يظهر الجدول التالي التغييرات المناخية على مدار السنة لخليج هدسون:
| البيانات المناخية لـخليج هدسون     | البيانات المناخية لـخليج هدسون | البيانات المناخية لـخليج هدسون | البيانات المناخية لـخليج هدسون | البيانات المناخية لـخليج هدسون | البيانات المناخية لـخليج هدسون | البيانات المناخية لـخليج هدسون | البيانات المناخية لـخليج هدسون | البيانات المناخية لـخليج هدسون | البيانات المناخية لـخليج هدسون | البيانات المناخية لـخليج هدسون | البيانات المناخية لـخليج هدسون | البيانات المناخية لـخليج هدسون | البيانات المناخية لـخليج هدسون |
| الشهر                              | يناير                          | فبراير                         | مارس                           | أبريل                          | مايو                           | يونيو                          | يوليو                          | أغسطس                          | سبتمبر                         | أكتوبر                         | نوفمبر                         | ديسمبر                         | المعدل السنوي                  |
| ---------------------------------- | ------------------------------ | ------------------------------ | ------------------------------ | ------------------------------ | ------------------------------ | ------------------------------ | ------------------------------ | ------------------------------ | ------------------------------ | ------------------------------ | ------------------------------ | ------------------------------ | ------------------------------ |
| الدرجة القصوى °م (°ف)              | −1.5 (29.3)                    | −1.5 (29.3)                    | 3.5 (38.3)                     | 4.0 (39.2)                     | 14.5 (58.1)                    | 30.8 (87.4)                    | 33.9 (93.0)                    | 30.0 (86.0)                    | 23.0 (73.4)                    | 18.1 (64.6)                    | 2.1 (35.8)                     | −0.4 (31.3)                    | 33.9 (93.0)                    |
| متوسط درجة الحرارة الكبرى °م (°ف)  | −25.4 (−13.7)                  | −24.2 (−11.6)                  | −18.0 (−0.4)                   | −9.1 (15.6)                    | −1.2 (29.8)                    | 7.7 (45.9)                     | 15.1 (59.2)                    | 14.2 (57.6)                    | 7.3 (45.1)                     | −1.0 (30.2)                    | −12.0 (10.4)                   | −20.3 (−4.5)                   | −5.6 (21.9)                    |
| المتوسط اليومي °م (°ف)             | −29.3 (−20.7)                  | −28.3 (−18.9)                  | −22.8 (−9.0)                   | −14.0 (6.8)                    | −4.3 (24.3)                    | 4.4 (39.9)                     | 11.1 (52.0)                    | 10.8 (51.4)                    | 4.8 (40.6)                     | −3.6 (25.5)                    | −16.1 (3.0)                    | −24.1 (−11.4)                  | −9.3 (15.3)                    |
| متوسط درجة الحرارة الصغرى °م (°ف)  | −33.1 (−27.6)                  | −32.4 (−26.3)                  | −27.5 (−17.5)                  | −18.7 (−1.7)                   | −7.4 (18.7)                    | 1.0 (33.8)                     | 7.0 (44.6)                     | 7.3 (45.1)                     | 2.2 (36.0)                     | −6.2 (20.8)                    | −20.1 (−4.2)                   | −27.9 (−18.2)                  | −13.0 (8.6)                    |
| أدنى درجة حرارة °م (°ف)            | −48.3 (−54.9)                  | −47.0 (−52.6)                  | −41.5 (−42.7)                  | −36.7 (−34.1)                  | −26.7 (−16.1)                  | −11.0 (12.2)                   | −4.0 (24.8)                    | −0.6 (30.9)                    | −8.3 (17.1)                    | −26.0 (−14.8)                  | −34.0 (−29.2)                  | −42.5 (−44.5)                  | −48.3 (−54.9)                  |
| الهطول مم (إنش)                    | 10.1 (0.40)                    | 6.6 (0.26)                     | 11.4 (0.45)                    | 12.5 (0.49)                    | 18.2 (0.72)                    | 29.6 (1.17)                    | 36.7 (1.44)                    | 56.0 (2.20)                    | 44.0 (1.73)                    | 24.5 (0.96)                    | 18.6 (0.73)                    | 18.3 (0.72)                    | 286.5 (11.28)                  |
| معدل هطول الأمطار مم (إنش)         | 0.0 (0.0)                      | 0.0 (0.0)                      | 0.0 (0.0)                      | 0.5 (0.02)                     | 6.1 (0.24)                     | 26.3 (1.04)                    | 36.7 (1.44)                    | 56.0 (2.20)                    | 41.2 (1.62)                    | 7.6 (0.30)                     | 0.0 (0.0)                      | 0.0 (0.0)                      | 174.4 (6.87)                   |
| متوسط تساقط الثلوج سم (إنش)        | 10.1 (4.0)                     | 6.6 (2.6)                      | 11.4 (4.5)                     | 12.1 (4.8)                     | 12.1 (4.8)                     | 3.2 (1.3)                      | 0.0 (0.0)                      | 0.0 (0.0)                      | 2.8 (1.1)                      | 16.9 (6.7)                     | 18.8 (7.4)                     | 18.3 (7.2)                     | 112.4 (44.3)                   |
| متوسط أيام هطول الأمطار (≥ 0.2 mm) | 7.4                            | 7.2                            | 9.1                            | 7.1                            | 7.6                            | 8.0                            | 8.9                            | 14.1                           | 12.6                           | 10.8                           | 10.3                           | 8.1                            | 111.3                          |
| متوسط الأيام الممطرة (≥ 0.2 mm)    | 0.0                            | 0.0                            | 0.0                            | 0.3                            | 2.0                            | 7.4                            | 8.9                            | 14.1                           | 11.6                           | 2.8                            | 0.0                            | 0.0                            | 47.0                           |
| متوسط الأيام المثلجة (≥ 0.2 cm)    | 7.4                            | 7.2                            | 9.1                            | 7.0                            | 5.8                            | 0.8                            | 0.0                            | 0.0                            | 1.1                            | 8.2                            | 10.3                           | 8.1                            | 65.0                           |
| متوسط الرطوبة النسبية (%)          | 69.1                           | 69.9                           | 74.4                           | 79.8                           | 84.6                           | 76.8                           | 72.7                           | 74.7                           | 74.6                           | 84.1                           | 80.7                           | 73.3                           | 76.2                           |
| المصدر: Environment Canada         |                                |                                |                                |                                |                                |                                |                                |                                |                                |                                |                                |                                |                                |

## أعلام
- نيل هربرت هاردي